# Nawozy NP
Nawozy NP – rodzaj dwuskładnikowych nawozów mineralnych zawierających azot i fosfor w postaci przyswajalnej przez rośliny. 
Przyswajalną częścią azotu są azotany i ilość azotu podaje się w % wolnego azotu (N). Natomiast przyswajalną częścią fosforu są najczęściej fosforany, a ilość fosforu podaje się w % tlenku fosforu(V) (P2O5).
Przykłady
- nitrofos
- amofos